# Junodia hararensis
Junodia hararensis är en bönsyrseart som beskrevs av Roger Roy 1972. Junodia hararensis ingår i släktet Junodia och familjen Hymenopodidae. Inga underarter finns listade i Catalogue of Life.